# Свете мученице Зинаида и Филонида
Зинаида и Филонида Тарсијска (1. век) - су ранохришћанска светице, поштована као мученице. Спомен се у православној цркви празнује 11. октобра (по јулијанском календару).
По животу, Зинаида је заједно са својом сестром Филонилом била сродница или рођака апостола Павла. Сестре су биле родом из Тарса; после Павлове проповеди, напустиле су свој дом и населиле се у пећини близу града Деметриаду. Њихово житије преноси да је Зинаида била лекар и да је бесплатно лечила оне којима је било потребно. 
Обе сестре су страдале од незнабожаца каменовањем.